# Cerro El Diablito
El Cerro El Diablito es un pico de montaña ubicado en el sector El Barrial del municipio Morán en el extremo sur del estado Lara, límite con Portuguesa, Venezuela. A una altura entre 2.377 m s. n. m. y 2.386 m s. n. m., el Cerro El Diablito es una de las montañas más altas de Lara. 

## Geografía
El Cerro El Diablito se ubica en una zona montañosa que es generalmente lluvioso con notable variación climática, lo que permite más rangos de temperatura, altura y diversificación de especies. Su vegetación está formada por bosques moderadamente húmedos y montañosos que suelen estar muy intervenidos por la actividad agraria.

### Geología
El Cerro El Diablito se encuentra en el corazón de la formación de Humocaro a lo largo de la ribera izquierda de la quebrada de Porras. Su geología consiste esencialmente de lutitas oscuras intercaladas con areniscas calcáreas gris oscuro y calizas conchíferas.